# Tenrecinae
Pour les articles homonymes, voir Tenrec.
Sous-famille
Les Tenrecinae sont une sous-famille de petits mammifères insectivores de la famille des Tenrecidae. Ils sont appelés «  tenrecs  » ou terencs-hérissons, très semblables à des hérissons « vrais » de la famille des Erinaceidae.

## Liste des genres
Selon ITIS :
- genre Echinops Martin, 1838 - Petit hérisson-tenrec
- genre Hemicentetes Mivart, 1871 - Hémicentètes ou Tenrec zébré[2]
- genre Setifer Froriep, 1806 - Grand hérisson
- genre Tenrec Lacépède, 1799 - Hérisson de Madagascar ou Tangue